# Guimbal Cabri G2
Il Guimbal Cabri G2 è un elicottero leggero biposto prodotto dalla francese Hélicoptères Guimbal.

## Storia

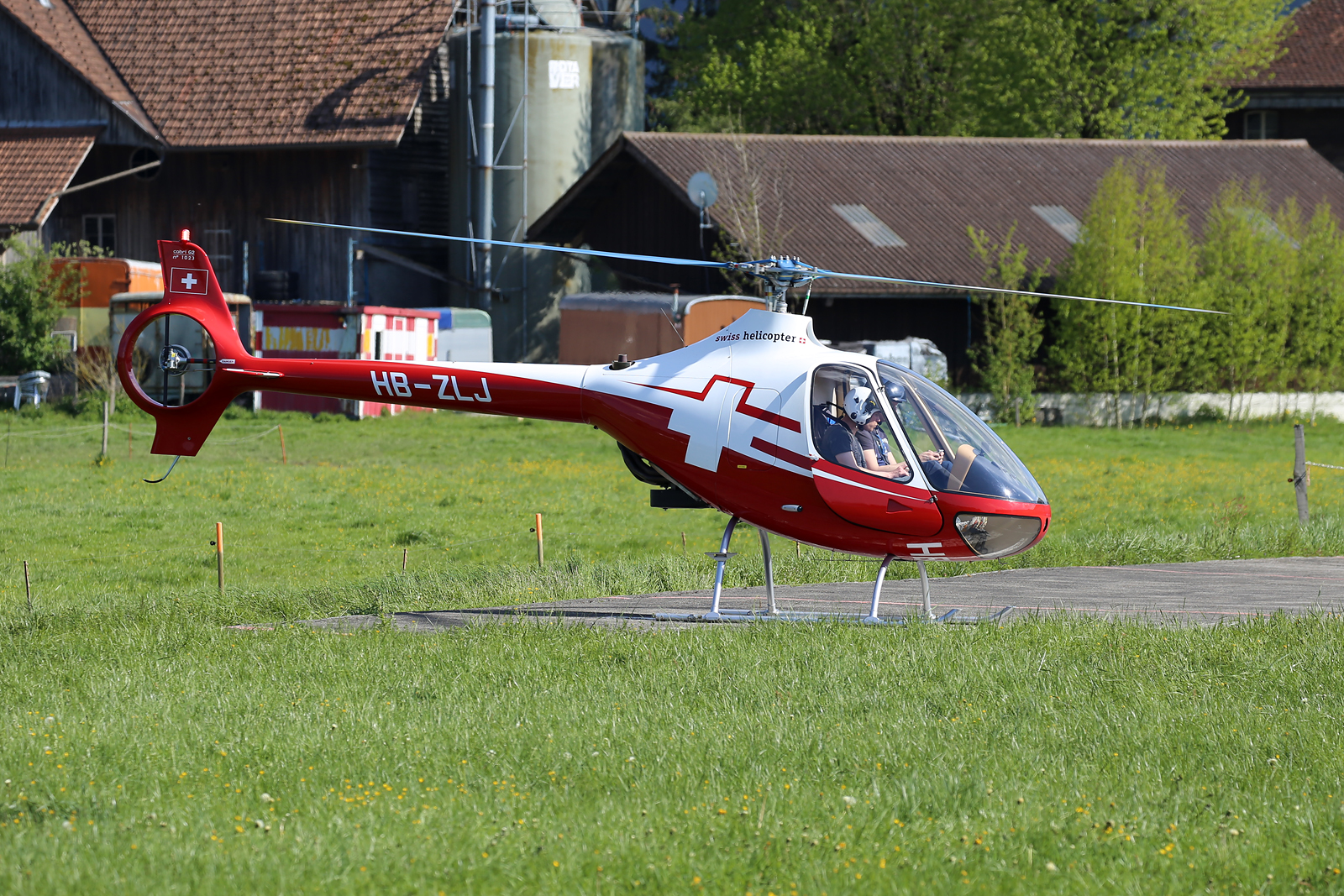
Cabri G2 di Swiss Helicopter

Bruno Guimbal, ingegnere di Eurocopter, iniziò a sviluppare un suo elicottero già alla fine degli anni ’80; dall’inizio degli anni ’90 Eurocopter ha iniziato a supportare il programma e a fornire assistenza tecnica. Il primo dimostratore ha volato per la prima volta nell’aprile 1992 dallo stabilimento di Marignane.
In seguito alla rinuncia di Eurocopter a produrre in serie l’elicottero, nell’ottobre 2000 è stata fondata Hélicoptères Guimbal al fine di proseguire nello sviluppo e nella certificazione e di avviare la produzione della macchina. Il 31 marzo 2005 il primo esemplare di pre-serie ha compiuto il suo primo volo; il modello è stato certificato da EASA nel dicembre 2007, dalla FAA nel febbraio 2015 e da Rosaviatsiya nel dicembre 2020.
Il 19 settembre 2008 è stato consegnato il primo esemplare alla scuola di volo francese iXAir.
Dal 2003 Eurocopter e Guimbal hanno sviluppato una versione UAV del Cabri G2 denominata inizialmente Orka-1200, il cui prototipo ha volato per la prima volta il 12 novembre 2019.

## Tecnica

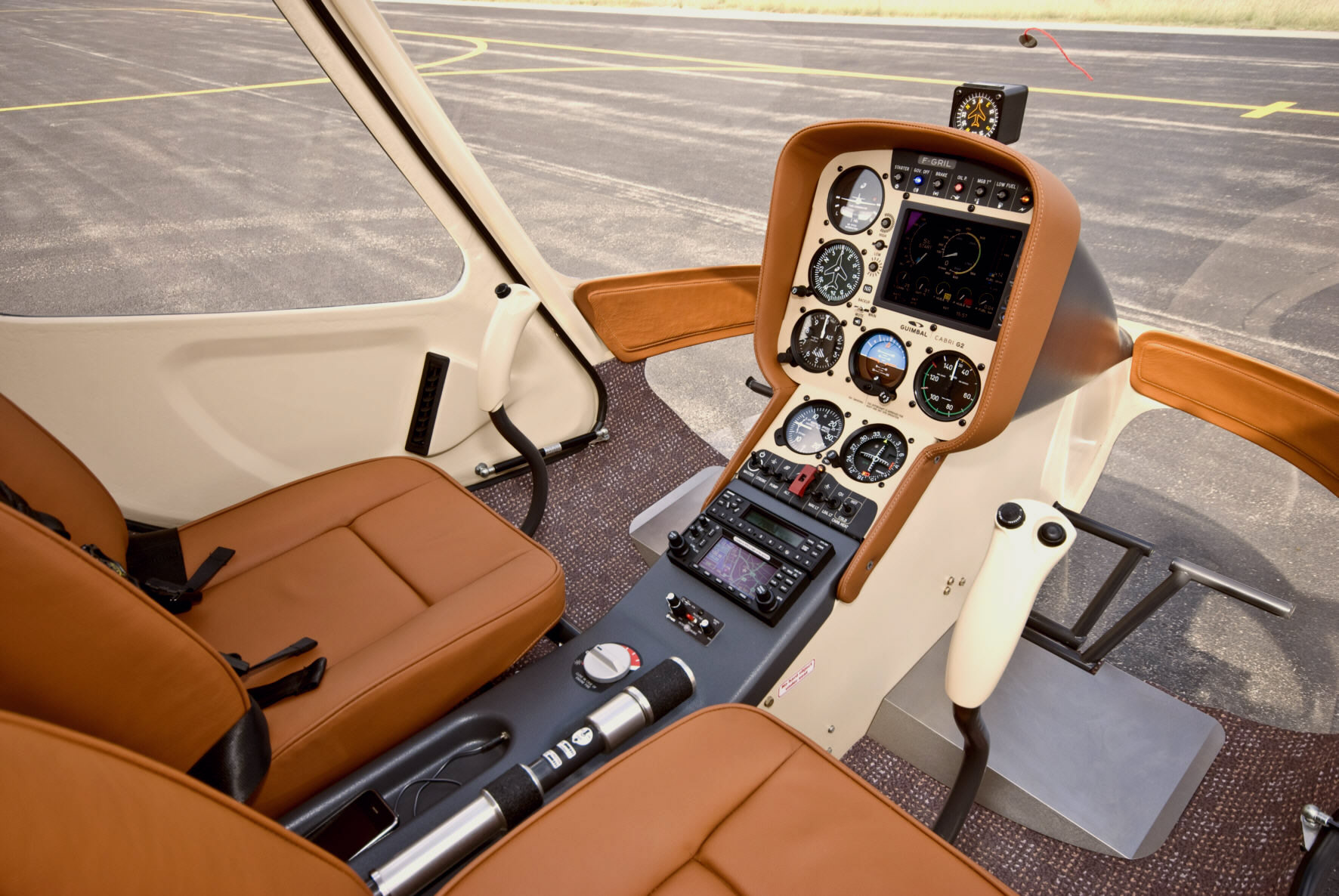
Cockpit di un Cabri G2

Il Cabri G2 è un elicottero leggero monomotore concepito per l'addestramento al volo, dotato di un rotore a 3 pale completamente articolato e fenestron a 7 pale. La cellula e le pale dei rotori sono realizzate in materiali compositi. Il motore è un boxer Lycoming O-360-J2A da 108 kW. I pattini di atterraggio sono collegati alla fusoliera tramite giunzioni elastomeriche per fornirgli maggiore articolazione.
Entrambi i posti sono dotati di comandi di volo, che su quello di sinistra possono essere rimossi per fornire più spazio a un passeggero; anche l’intero sedile sinistro può essere rimosso per aumentare lo spazio a disposizione. Il Cabri G2 è il primo elicottero ad essere equipaggiato con un glass cockpit. Una particolarità dell’elicottero è l’apertura keyless dei vani.

## Incidenti
- Il 17 novembre 2017 un Cabri G2, registrato G-JAMM, è stato coinvolto in una collisione in volo con un Cessna 152, registrato G-WACG, nei pressi di Waddesdon provocando la morte di 4 persone, due per ciascun velivolo; entrambi gli equipaggi stavano compiendo voli di addestramento.[10]
- Il 4 maggio 2019 il Cabri G2 registrato N572MD si è schiantato nella baia di Chesapeake probabilmente a causa di proseguimento in volo a vista con scarsa visibilità causando la morte dei 2 occupanti.[11]
- L’8 novembre 2020 due Cabri G2 registrati 9M-HCA e 9M-HCB sono entrati in collisione in volo nei pressi di Taman Melawati, Malaysia; 9M-HCB è precipitato causando la morte dei 2 occupanti, 9M-HCA è atterrato in un campo.[12]